# Frank Nyangweso
Francis Were Nyangweso dit Frank Nyangweso, né le 29 septembre 1939 à Busia et mort le 15 février 2011 à Kampala, est un boxeur, dirigeant sportif et homme politique ougandais.

## Biographie
Frank Nyangweso est champion d'Afrique de l'Est de boxe de 1955 à 1962. Il participe aux Jeux olympiques d'été de 1960 à Rome dans la catégorie des poids légers ; il est éliminé au deuxième tour par l'Américain Wilbert McClure. Il est médaillé de bronze aux Jeux de l'Empire britannique et du Commonwealth de 1962 à Perth.
Manager de l'équipe ougandaise de boxe aux Jeux olympiques d'été de 1968 à Mexico, il est nommé président de la Fédération nationale de boxe la même année ; il est aussi président de l'Association africaine de boxe de 1974 à 1978, élu président du Comité national olympique ougandais en 1971 et élu vice-président de l'AIBA en 1981. Il devient membre du Comité international olympique en 1988.
Major-général au sein de l'Armée ougandaise, il est aussi ministre de la Défense, ministre de la Culture et ambassadeur.